# Reinhard Suhren
Reinhard „Teddy“ Suhren (* 16. April 1916 in Langenschwalbach; † 25. August 1984 in Halstenbek) war ein deutscher Marineoffizier sowie U-Boot-Kommandant im Zweiten Weltkrieg. Sein zwei Jahre älterer Bruder war der ehemalige leitende U-Boot-Ingenieur und Ritterkreuzträger Gerd Suhren.

## Vorkriegszeit
Die seemännische Karriere Suhrens begann als Seeoffiziersanwärter am 5. April 1935 (Crew 1935) bei der II. Schiffsstammabteilung der Ostsee in Stralsund.
Er erhielt seine militärische Grundausbildung und danach die seemännische Ausbildung auf dem Segelschulschiff Gorch Fock. Es folgte eine neunmonatige Auslandsreise auf dem Leichten Kreuzer Emden, welche nach Nord- und Südamerika führte. Nach dieser Reise wurde Suhren auf die Marineschule Mürwik kommandiert. Nach bestandener Seeoffiziershauptprüfung kam er im Herbst 1937 zur Bordausbildung auf den Zerstörer Z 3 Max Schultz.
Am 1. Januar 1938 zum Oberfähnrich zur See befördert, folgten am 1. April 1938 die Beförderung zum Leutnant zur See und die Kommandierung zur U-Boot-Waffe. Nach den U-Boot-Lehrgängen diente er in der U-Flottille Wegener. Dort absolvierte er als II. WO (Zweiter Wachoffizier) Übungsfahrten auf U 29.

## Zweiter Weltkrieg
Im April 1939 wurde er I. WO (Erster Wachoffizier) auf U 48. Dieses Boot wurde eines der erfolgreichsten des Zweiten Weltkriegs. Am 3. November 1940 erhielt Suhren als erster I. WO das Ritterkreuz des Eisernen Kreuzes.
Am 3. April 1941 übernahm Suhren von der Blohm-&-Voss-Werft in Hamburg U 564 – ein Boot vom Typ VII C. Das Boot wurde der 1. U-Flottille im französischen Atlantikhafen Brest zugeteilt. Mit U 564 versenkte er auf sechs Feindfahrten 18 Handelsschiffe von insgesamt 95.544 BRT, ein Kriegsschiff mit 900 BRT und beschädigte vier weitere Schiffe mit 28.907 BRT.
Suhren, dessen Spitzname „Teddy“ war, bekam am 31. Dezember 1941 das Eichenlaub zum Ritterkreuz des Eisernen Kreuzes verliehen. Am 1. Januar 1942 folgte die Beförderung zum Kapitänleutnant. Bald darauf, am 1. September 1942, bekam Suhren mit seiner Beförderung zum Korvettenkapitän auch die Schwerter zum Ritterkreuz mit Eichenlaub. Von Großadmiral Erich Raeder erhielt er außerdem eine Sonderanfertigung des U-Boot-Kriegsabzeichens in Gold mit Brillanten.
Am 1. Oktober 1942 übernahm Oberleutnant zur See Hans Fiedler U 564. Das Boot wurde am 14. Juni 1943 durch Wasserbomben eines britischen Whitley-Flugzeugs nordwestlich von Kap Ortegal (Nordküste Galiciens) versenkt. 18 U-Boot-Fahrer überlebten die Versenkung.
Im März 1943 kam Suhren zu Korvettenkapitän Erich Topp als Gruppenführer und Chef des Stabes zur 27. U-Flottille. Beide Offiziere bildeten nun den immer jünger werdenden Nachwuchs aus. 1944 wurde Suhren Fregattenkapitän und Führer der U-Boote (FdU) Norwegen, später als FdU Nordmeer weitergeführt, in Narvik.

## Nachkriegszeit
Bis April 1946 war Suhren in Kriegsgefangenschaft. Seine Eltern und seine Schwester begingen 1945 Selbstmord, nachdem eine Flucht aus dem Sudetenland unmöglich geworden war. Am 31. Mai 1953 war Suhren im Gründungsvorstand des Deutschen Marinebundes. Er lebte als selbstständiger Kaufmann in Leichlingen (Rheinland) und verstarb am 25. August 1984 in Halstenbek.

## Auszeichnungen
- U-Boot-Kriegsabzeichen (1939) am 21. Dezember 1939
- Eisernes Kreuz (1939)
  - II. Klasse am 25. September 1939
  - I. Klasse am 25. Februar 1940
- Ritterkreuz des Eisernen Kreuzes mit Eichenlaub und Schwertern[1]
  - Ritterkreuz am 3. November 1940
  - Eichenlaub am 31. Dezember 1941 (56. Verleihung)
  - Schwerter am 1. September 1942 (18. Verleihung)

## Werke
- zus. mit Fritz Brustat-Naval: Nasses Eichenlaub. Als Kommandant und F.d.U. im U-Boot-Krieg. Köhler, Herford 1983, ISBN 3-7822-0316-X.